# Billy Evans
William Best "Billy" Evans (Berea, 13 de setembro de 1932 – 22 de novembro de 2020) foi um basquetebolista estadunidense que integrou a Seleção Estadunidense que conquistou a medalha de ouro disputada nos Jogos Olímpicos de Verão de 1956 realizados em Melbourne, Austrália.
Morreu em 22 de novembro de 2020, aos 88 anos.